# Дистиляти
Дистиляти, Світлі фракції нафти (рос. нефти светлые фракции (дистилляты); англ. light fractions (distillates) of oil; нім. helle Erdölfraktionen f pl (Destillate n pl)) — фракції, які википають за температур до 350 °С і тиску, що трохи перевищує атмосферний. 
Зазвичай, при атмосферній перегонці одержують такі фракції, назва яким присвоєна залежно від точки кипіння та напрямку їх подальшого використання: 
- 140 °С — бензинова фракція;
- 140-180 °С — лігроїнова фракція;
- 140-220 °С (180-240 °С) — гасова фракція,
- 180-350 °С (220-350 °С, 240-350 °С) — дизельна фракція (легкий або атмосферний газойль, соляровий дистилят).